# Dekanat Ostrowiec
Dekanat Ostrowiec – jeden z 16 dekanatów diecezji grodzieńskiej na Białorusi. W jego skład wchodzi 13 parafii.

## Lista parafii
| Lp. | Miejscowość / parafia                                             | Proboszcz / administrator | Kościół                                                                | Zdjęcie |
| --- | ----------------------------------------------------------------- | ------------------------- | ---------------------------------------------------------------------- | ------- |
| 1   | Bystrzyca Parafia Podwyższenia Krzyża Świętego                    | ks. Władysław Grzegorek   | Kościół Podwyższenia Krzyża Świętego w Bystrzycy                       |         |
| 2   | Dejlidki (Daukszyszki) parafii Opieki Najświętszej Maryi Panny    |                           | Kościół Opieki Matki Bożej w Dejlidkach                                |         |
| 3   | Gierwiaty Parafia Trójcy Przenajświętszej                         | ks. Leonid Nieściuk       | Kościół Trójcy Przenajświętszej w Gierwiatach                          |         |
| 4   | Gradowszczyzna Parafia św. Andrzeja Boboli                        |                           | Kościół św. Andrzeja Boboli w Gradowszczyźnie                          |         |
| 5   | Gudogaje Parafia Nawiedzenia Najświętszej Maryi Panny             | o. Kazimierz Morawski OCD | Kościół Nawiedzenia Najświętszej Maryi Panny w Gudogajach              |         |
| 6   | Kiemieliszki Parafia Narodzenia Najświętszej Maryi Panny          |                           | Kościół Narodzenia Najświętszej Maryi Panny w Kiemieliszkach           |         |
| 7   | Kluszczany Parafia św. Joachima                                   | ks. Anatol Zacharewski    | Brak                                                                   |         |
| 8   | Michaliszki Parafia św. Michała Archanioła                        |                           | Kościół św. Michała Archanioła w Michaliszkach                         |         |
| 9   | Ostrowiec Parafia Świętych Kosmy i Damiana                        |                           | Kościół św. Kosmy i Damiana w Ostrowcu                                 |         |
| 10  | Ostrowiec Parafia Znalezienia Krzyża Świętego                     |                           | Kościół Znalezienia Krzyża Świętego w Ostrowcu                         |         |
| 11  | Wielkie Świranki Parafia św. Jerzego                              |                           | Kościół św. Jerzego w Wielkich Świrankach                              |         |
| 12  | Worniany Parafia św. Jerzego                                      |                           | Kościół św. Jerzego w Wornianach                                       |         |
| 13  | Żukojnie Żeladzkie Parafia Najświętszej Maryi Panny z Góry Karmel |                           | Kościół Najświętszej Maryi Panny z Góry Karmel w Żukojniach Żeladzkich |         |